# Мурзинка (приток Невы)
Му́рзинка — река в Санкт-Петербурге, левый приток Невы. Названа в 1720-х годах по одноимённой мызе.

## Географические сведения
Исток находится в небольшом озере среди болот в полях на территории посёлка Петро-Славянка Колпинского района, далее течёт на север. Пересекает главный ход ОЖД и железную дорогу Санкт-Петербург — Мга, протекает по территории Невского района. В нижнем течении по левобережью проходит Мурзинская улица. Впадает в Неву в районе Вантового моста.
Длина реки — примерно 5 километров, ширина 1-3 м, в устье до 6 метров, глубина до 6 м, площадь бассейна около 31 км².
У устья реки находилась деревня Мурзинка, которая по мере застройки Петербурга стала одноимённом историческим районом (см. Александровский участок).

## Данные водного реестра
По данным государственного водного реестра России относится к Балтийскому бассейновому округу, водохозяйственный участок реки — Нева, речной подбассейн реки — Нева и реки бассейна Ладожского озера (без подбассейна Свирь и Волхов, российская часть бассейнов). Относится к речному бассейну реки Нева (включая бассейны рек Онежского и Ладожского озера).

## Коллекторы от устья к истоку
Под Рыбацким проспектом проходит 10-метровый бетонный двухствольный коллектор квадратного сечения 2×2 м, заваренный по обе стороны, но доступный через люки. Скорость течения в нём около 3 м/с, глубина около метра. Выше по течению проходит коллектор под проспектом Обуховской Обороны, это так же двухствольный коллектор около 2 м диаметре, длиной около 230 м. Скорость течения около 4 м/с.
После первого пересечения с Волховстроевским направлением ОЖД и окончанием пруда начинается цепочка коллекторов общей длиной порядка 600 м, проходящая под гаражами и двумя ЖД насыпями. Чаще всего эти коллекторы заполнены водой полностью.

## Экология
Во 2-й половине 2010-х гг. в СМИ появлялись многократные сообщения об окрашивании реки в необычные цвета, это связывают с химическим загрязнением.